# Пустые холмы
Пусты́е холмы́ — российский ежегодный некоммерческий музыкальный фестиваль, проводившийся с 2003 по 2011 год в июне на открытом воздухе в Калужской и Смоленской областях.
В отличие от большинства российских музыкальных фестивалей, «Пустые холмы» не имели чёткого формата или стилистики. Среди всех жанров преобладали регги, фолк, блюз, рок, однако находилось место для электронной музыки, джаза, панк-рока и даже авангарда. Все участники проходили отбор специальной комиссией. Организаторы поставили себе цель открывать для публики новые имена. Также особое внимание уделялось таким арт-группам, коллективам и исполнителям, творчество которых находится вне рамок форматной поп-культуры.  По словам Алексея Крюкова: «Мы всё-таки стараемся показывать миру исполнителей, которые ещё не нашли своё место под солнцем. <…> Когда группа достигает какого-то уровня известности, мы не прекращаем с ней дружить, но мы не зовём её уже больше выступать, потому что надо давать место молодым». Все концерты были бесплатными, артисты также выступали без гонораров.

## История

### Создание фестиваля
По словам Дениса Лыхина: «Это произошло в 1998 году, я был просто зрителем. Это был клубный фестиваль, назывался он „Полые Холмы“, как и оригинальный роман Мэри Стюарт. Потом мы поняли, что хочется делать именно open-air: интересен масштаб, интересно смешивать „несмешиваемое“. Для нас тогда это все было в новинку. Мы ведь только слышали, что такое где-то есть: „Нашествие“ ещё не началось, о Грушинском фестивале мы честно ничего не знали. Для нас лесной фестиваль на открытом воздухе был чем-то таким волшебным, что происходит где-то на Западе, в Европе. Единственный образ, который приходил в голову: звук настраивающихся гитар в поле. Идея родилась у двух-трёх человек, нам удалось её как-то транслировать».

### ПХ-2003
C 12 по 15 июня 2003 года прошёл первый фестиваль «Пустые холмы». На небольшом озере недалеко от деревни Истомино в Тарусском районе собрались приблизительно 300 человек.
Бардовская песня: Константин Кудряшов, Алексей Пармутов, Светлана Разуваева, Юрий Морозов, Кападзонг, Республика, Гавс.
Блюз: Тамара Кожекина (http://www.psychedelta.ru) и Алексей Силуянов, Таун хаус, Утренний сквозняк (http://www.realmusic.ru/yc17/),
Рок: Юлия Теуникова, Вилы, Наталья Гончарова и Руслан Мурсякаев, Любава, Там, где играет леший, Юлия Тузова, ХО, Алиса Апрелева и Фабрика тяжёлой воды.
Регги: Доброжелател, ВПР и FeSтиваль всего на свете, Ирис
Фолк: Лакоча, Мальтониус, Глупый белый.

### ПХ-2004
Проводился на реке Таруса вблизи деревень Лопатино и Лысая гора Тарусского района Калужской области. Фестиваль посетило около тысячи человек.
Уже две сцены и большой типи, рядом с которым чайная, первые мини-маркеты с минималистическим набором продуктов, около 2000 участников, музыка более разнообразная, появились нудисты, растаманы.

### ПХ-2005
Проводился в Тарусском районе Калужской области на реке Таруса вблизи деревень Лопатино, Хомяково. Фестиваль посетили около трёх тысяч человек.

### ПХ-2006
Проводился с 9 по 12 июня 2006 года в Тарусском районе Калужской области на реке Таруса вблизи деревни Латынино.

### ПХ-2007
Проводился на реке Лужа вблизи деревни Афанасово близ деревни Малоярославецкого района Калужской области. Фестиваль посетило около 15-20 тысяч человек.
На фестивале были три сцены: жёлтая (главная), зелёная (этномузыка) и красная (свободная, где мог выступить любой желающий).

### ПХ-2008
Фестиваль проходил в Юхновском районе Калужской области на берегу реки Ресса недалеко от деревень Бардино и Гороховка. Фестиваль посетило от 15 до 20 тысяч человек из России и ближнего зарубежья. По другим данным до 40 тысяч человек.
Концепция шестого фестиваля «Пустые холмы» базировалась на четырёх компонентах: настоящее (музыка), будущее (дети), прошлое (связь времён и преемственность поколений) и экологическая программа.
На фестивале были представлены четыре официальные сцены, имеющие названия природных стихий. Новинкой фестиваля стала одна из сцен, которая работала в режиме фольклорной площадки днем, и джемовой — ночью. Её дополнила отдельная свободная сцена, открытая для выступления групп, не включённых в официальный список участников.
В 2008 году были представлены несколько тематических блоков. Российский и зарубежный фолк и этническая музыки, также новая для фестиваля камерная музыка, неоклассика и традиционные направления — блюз, рок, регги, панк. В сотрудничестве с журналом «in-Rock» была представлена музыка в стиле «ин-прог», или «интеллектуальный» рок. Ночью — танцевальная программа.
Что касается географии приезжающих музыкантов, то она в этом году значительно расширилась — Джерри Эпштейн из США, Степан Печкин из Иерусалима, «Фоменково» и «Эхо второго солнца» с Украины, «The Skys» из Литвы, множество минских команд, таких, как «Svetboogie-band», «Гурзуф», «ПортМоне», «Серебряная свадьба», «Аддис Абеба», «ДетиДетей» и «Рациональная диета», группа «Буготак» из Новосибирска, Степанида Борисова из Якутии, «Оберег» из Казани, «Птица Тылобурдо» из Ижевска, «EXIT project» из Москвы и целый блок электронной музыки из Питера и Петрозаводска.

### ПХ-2009

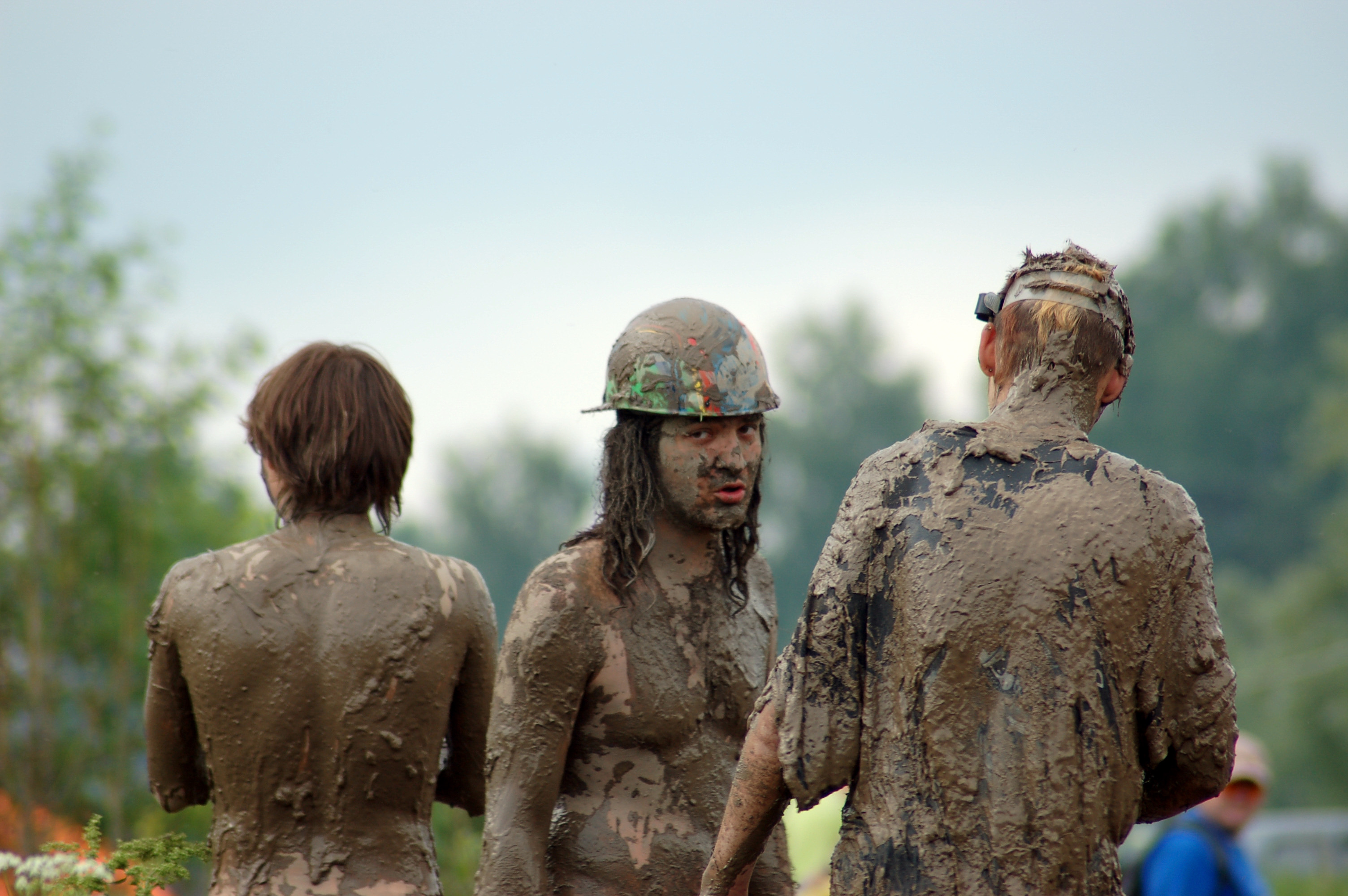

В 2009 году фестиваль прошёл на границе Смоленской и Калужской области, вблизи деревень Шибнево и Павловское, на слиянии двух рек — Вори и Истры. Фестиваль посетило более 35 тысяч человек.
По замыслу организаторов, приехавший на фестиваль попадал в некую аномальную зону, а именно — космическое межзвёздное пространство, где его ожидали блуждания среди звёзд и планет (Солнце — сцена прогрессив, Земля — фолк-сцена, Марс — сцена огня, Уран — электронная сцена, Юпитер — пространство мастер-классов, Венера — камерная сцена, Луна — театральная сцена, Сатурн — блюзовая сцена, Плутон — МОрг (Мусорная ОРГанизация — фестивальная локация, отвечающая за бережное отношение к природе и восстановление фестивального полигона по окончании мероприятия), Сириус — сцена АртЭрии, Нептун — кинотеатр), комет, сгущений межзвездной пыли и загадочных созвездий. Однако погода внесла значительные коррективы в проведение фестиваля.
Среди всех фестивалей оказался самым проблемным в плане организации, главным образом из-за прошедших незадолго до начала фестиваля сильных ливней, которые затопили пойму реки Воря, на берегу которой размещались сценические площадки. Грунтовые дороги развезло так, что транспорт вынужден был останавливаться за 15-20 км от места проведения фестиваля, поднявшаяся в реках вода смыла специально наведённые пешеходные мосты. Не работали две сцены — центральная «Солнце» и «Русское народное НЛО», не доехало до фестиваля около половины заявленных музыкантов, автолагерь смыло. Данный фестиваль получил ироническое название «Грязные холмы».
В итоге на устроение фестиваля было потрачено 3,980 млн рублей, а заработано было 1,860 млн рублей. Таким образом, долг фестиваля составил 2,170 млн рублей. Это было связано с тем, что фестиваль не смог получить доход с основного источника денег – платной автостоянки и понёс дополнительные расходы. По словам Дениса Лыхина: «После „Грязевых Холмов“ мы оказались по уши в долгах. Желание их отдать и стало главной движущей силой для „ПХ“ 2010-го и 2011 годов».
По итогам фестиваля было снято 2 фильма — документальный «Грязевой фильтр» (режиссёр Ирина Рубинштейн) и художественный «Силовые линии» (режиссёр Руслан Котковец).

### ПХ-2010
11—14 июня 2010 года фестиваль прошёл на реке Пополта в Мосальском районе Калужской области вблизи деревень Гнездилово и Девятовка. Фестиваль посетило, по разным оценкам, от 20 000 до 80 000 человек.
Концепция фестиваля — сказки. На двух берегах реки Пополты было построено 9 сцен: «Полые Холмы» (фолк), «Крокодил и Солнце» (рок), «Страна чудес» (джаз, авангард), «Изумрудный город» (джемовая), «Подводный мир» (электронно-театральная), «Летучий корабль» (фольклорная), «Жареный петух» (огненная), «Семь Ветров», а также свободная сцена, на которой могли выступить музыканты, которые не вошли в основную программу фестиваля. С самостоятельными проектами на фестивале выступили ДР-сцена и Варганная сцена. В центре холма мастер-классов (Семь ветров) была установлена большая 12-метровая сфера, это и был основной объект локации.
Успешно состоялись более 100 мастер-классов по 7 направлениям: танцевальное, ремесленное, личностного роста, оздоровительное, культурологическо-философское (Сказки, притчи, рассказы о путешествиях, мыльные пузыри и др), социальное (Молодёжь против наркотиков, гражданское общество) и экологическое. Также на фестивале присутствовала большая ярмарка с сувенирной продукцией (Восточный базар). Силами волонтеров было построено четыре моста через реку. Работало большое количество кафе, баров, кальянных.

### ПХ-2011
Фестиваль прошёл с 9 по 13 июня 2011 года, в Юхновском районе Калужской области, близи деревень Бардино и Гороховка. Концепция фестиваля — «Дом». На двух берегах реки Рессы были построены четыре музыкальных сцены: «Осторожно, ступеньки», «Кухня», «Спальня», «Чердак», а также кинопространство «Гостиная», локация мастер-классов «Дивный Сад», фольклорное пространство «Сени», электронная площадка «Окно» и свободная сцена «Веранда». Работала ярмарка, большое количество кафе, баров и прочих питейных-едальных заведений.
На фестивале выступили такие группы и исполнители как: «Петля Пристрастия», «Оргия Праведников», «Дочь Монро и Кеннеди», Инна Желанная, «Выход», Badda Boo, «В. П. Р.» и другие.
Фольклорное пространство «Сени» было представлено фольклорно-этнографической студией «Сретение» из Омска, а также Московскими студиями «Измайловская слобода», «Фольклорно-этнографический центр Дербенёвка», «Ансамбль сибирской песни», «Казачий круг», «Потихонечку», «Объединение любителей русской народной песни Русы», «Широкий двор».

### Закрытие фестиваля
В связи с системным кризисом, постигшим оргкомитет 14 ноября 2011 года было принято решение заморозить проект на неопределённое время после того, как на общем собрании оргкомитет «констатировал перегрузку фестиваля в общем и многих организаторов в частности». Кроме того, принято решение перевезти фестиваль из Калужской области «куда-то в Центральную Россию». Ещё одной причиной, по которой «ПХ-2012» был отменён, стало желание «переосмыслить цели фестиваля, разработать его новую концепцию, повысить культурно-эстетический уровень и сделать красивый, интересный, волшебный, мощный и качественный фестиваль».
По словам Алексея Крюкова «Создатели фестиваля несколько разочаровались в том, что происходит. Фестиваль очень вырос в количественном отношении: в 2011 году на него приехало более 60 тысяч человек. Но он, к сожалению, сильно сдал в плане качественном. Из этих 60 тысяч, наверное, меньше половины понимали, зачем и куда они вообще приезжают. Им все равно куда ехать — „Пустые холмы“, „Нашествие“. Приезжают, что называется, нахаляву потусоваться, попить водки. А так как фестиваль некоммерческий, организаторы тоже не получают никакого удовлетворения от того, что происходит».
Несмотря на отмену фестиваля, оргкомитет «Пустых холмов» пообещал проводить различные локальные акции на протяжении 2012 года. Силами части команды «Пустых Холмов» летом и осенью 2012 года были организованы и проведены фестивали «Быть Добру!» и «Город Золотой».
На собрании организаторов в январе 2013 года было принято решение не проводить большой летний фестиваль и в 2013 году, а сосредоточиться на подготовке к фестивалю 2014 года, а также принять участие в организации небольших фестивалей «Быть Добру!», «Тайбола» и «Город Золотой», планируемых на лето-осень 2013 года. В связи с фактическим распадом команды большой летний фестиваль не проводился. Волонтёры и организаторы «Пустых Холмов» заняты в работе над фестивалями «Быть Добру!», «Тайбола», «Бессонница».
В августе 2013 года команда «Пустых холмов» спланировала и осуществила поездку в США на фестиваль Burning man (штат Невада, пустыня Блэк Рок), где построила свой арт-объект «Колыбель мира».

## Образ «Пустых Холмов» в художественной культуре
- Художественный фильм «Силовые линии» (трейлер[22]).
- В повести Владислава Блонье «Летнее приключение» описывается фестиваль «Лесные Холмы», прообразом которого послужили «Пустые Холмы» (в частности, упоминаются события 2009 года — проливные дожди и последующее купание в грязи).

### Статьи
- «Калужский перекрёсток»: В Калужской области отзвучали «Пустые Холмы» (недоступная ссылка)
- Drugaya.ru Место для шага вперёд — о Пустых Холмах 2008
- Деловая газета «Взгляд»: Вадим Пономарёв: Феномен «Пустых Холмов»
- Журнал «За науку!»: Около 70000 человек в течение суток пытались вызвать человека по имени Валера из другой реальности
- NewsMusic.ru: «Пустые Холмы» как художественный процесс
- РИА Новости: Пусть всегда будет лето и «Пустые холмы!» (недоступная ссылка)
- Jamsession.ru: Мульт-кинопространство на Пустых Холмах 2011
- «Уездный город А»: Наши «Пустые Холмы»
- Порожнi пагорби